# 春野杏
春野 杏（はるの あんず、1994年10月30日 - ）は、日本の女性声優。神奈川県出身。アーツビジョン所属。既婚。

## 略歴
中学生の頃にアニメ好きの同級生から声優の存在を知り、高校2年生の頃に日本ナレーション演技研究所のパンフレットを取り寄せ、「人と話すのが苦手な人でも通える」と書かれており、人と話すことが苦手だったことから、「日ナレに通えば上手にしゃべれるようになるかもしれない」と思ったことがきっかけで、横浜校が開校した2012年に同校に入所する。日ナレ卒業後、アーツビジョンに所属。
2019年、TikTokと『ファミ通App』による『ゲームラボ』にて、今泉りおなと新人女性声優ユニット「SHEAIRS」を組む。
2022年3月4日、体調不良により活動休止し、入院して治療に専念することが所属事務所のアーツビジョンから発表された。同年4月8日には、退院し、徐々に声優業に復帰することが発表された。
2023年7月17日、サラリーマンとの結婚を報告。

## 人物
アーツビジョンの公式ページのサンプルボイスの中で、自身の悪いところとして、ゲームの発売日にプレイをはじめクリアするまで寝ない、食事もあまりとらないと語っており、同時に自分の生き方であると述べている。またこの生活を数年間続けており、パーティーメンバーを育てるタイプのゲームは全員が育つまで寝ないという。
プロフィールには特技ドラム、趣味サッカー観戦、カラオケ、料理、音楽鑑賞と記入されている。横浜F・マリノスのサポーター。

## 出演
太字はメインキャラクター。

### テレビアニメ
2016年
- ももくり（女生徒）
- ラブライブ!サンシャイン!!（女子生徒）
- カードファイト!! ヴァンガードG NEXT（女子生徒）

2017年
- MARGINAL#4 KISSから創造るBig Bang（女性客C）
- うらら迷路帖（ユレール）
- 南鎌倉高校女子自転車部（1年生）
- ツインエンジェルBREAK（小学生女子、女子生徒）
- 潔癖男子!青山くん（後藤もか）
- ゲーマーズ!（子供）
- 魔法陣グルグル（レピア）
- ブレンド・S（星川麻冬） - 第6話、第10話サブタイトル文字も担当

2018年
- 恋は雨上がりのように（みい、店員、女の子）
- 覇穹 封神演義（霊獣の子供）
- クラシカロイド（女子中学生A）
- 重神機パンドーラ（チュン・ウー）
- 鹿楓堂よついろ日和（娘）
- はたらく細胞（2018年 - 2021年、血小板1、血小板3、赤血球3、赤血球4、血小板〈副リーダーちゃん〉） - 2シリーズ
- ゆらぎ荘の幽奈さん（信楽こゆず）
- Phantom in the Twilight（子供B）
- メルクストーリア -無気力少年と瓶の中の少女-（コゼット）

2019年
- 同居人はひざ、時々、頭のうえ。（矢坂海空）
- スター☆トゥインクルプリキュア（天宮あんな、生徒、男の子、女子生徒）
- 転生したらスライムだった件（2019年 - 2024年、ラミリス） - 3シリーズ
- フルーツバスケット（2019年 - 2021年、女子生徒、山岸美緒） - 3シリーズ
- Dr.STONE（生徒）
- 可愛ければ変態でも好きになってくれますか?（藤本彩乃、リア充女子）
- まちカドまぞく（光の玉）
- ジョジョの奇妙な冒険 黄金の風（女の子）
- ライフル・イズ・ビューティフル（生徒）
- ぼくたちは勉強ができない!（フルピュア）
- ぬるぺた（クラスメイトA）

2020年
- 球詠（大野彩優美）
- 新サクラ大戦 the Animation（子供B）
- ミュークルドリーミー（2020年 - 2021年、ファンクラ部員A、三本松桜）
- ひぐらしのなく頃に（2020年 - 2021年、クラスメイト、女子） - 2シリーズ
- くまクマ熊ベアー（2020年 - 2023年、アンズ） - 2シリーズ

2021年
- ホリミヤ（女子高校生）
- さよなら私のクラマー（御徒町紀子、女子生徒）
- 忍たま乱太郎（2021年 - 2022年、くの一）
- イジらないで、長瀞さん（女子）
- ラブライブ!スーパースター!!
- 境界戦機（男の子）

2022年
- 処刑少女の生きる道（少女 / パンデモニウム）
- クレヨンしんちゃん（2022年 - 2025年、観客F、通行人B）
- Extreme Hearts（花見沢杏菜）
- クールドジ男子（バイト女子、女子高生）
- 陰の実力者になりたくて!（女子生徒）
- 恋愛フロップス（各国ラブリン）

2023年
- NieR:Automata Ver1.1a（2023年 - 2024年、オペレーター） - 2シリーズ
- 弱虫ペダル LIMIT BREAK（観客）
- この素晴らしい世界に爆焔を!（まかろみ）
- 贄姫と獣の王（エル）
- 夢見る男子は現実主義者（夏川愛莉）

2024年
- ブルーアーカイブ The Animation（ヘルメット団リーダー）
- ATRI -My Dear Moments-（名波凜々花）
- 合コンに行ったら女がいなかった話
- アイドルマスター シャイニーカラーズ 2nd season（愛依 妹）

### 劇場アニメ
- 映画 さよなら私のクラマー ファーストタッチ（2021年、男子4）
- 機動戦士ガンダム ククルス・ドアンの島（2022年、ロペ）
- 劇場版 転生したらスライムだった件 紅蓮の絆編（2022年、ラミリス）

### OVA
- ゆらぎ荘の幽奈さん（2018年 - 2020年、信楽こゆず） - コミックス第11・12・13・24巻アニメBD同梱完全受注限定版
- ストライク・ザ・ブラッド III（2018年 - 2019年、ラーン）
- コードギアス 奪還のロゼ（2024年、佐野悠里[24]）

### Webアニメ
- ももくり（2016年、女生徒）
- モンスターストライク（2018年、クロッチ）
- ファイトリーグ ギア・ガジェット・ジェネレーターズ（2019年、超感度監視官 マルチアイ[25]）

### ゲーム
2015年
- ぎゃる☆がん だぶるぴーす
- 激突!ブレイク学園（一寸縫衣）
- 白猫プロジェクト（チャッピー、ビスケッタ）
- 戦国姫譚MURAMASA-雅-（百地丹波）
- 天空のクラフトフリート
- 刻のイシュタリア
- モン娘☆は〜れむ（グラッセ）

2016年
- 戦国姫譚MURAMASA-雅-（幼城）
- 征戦!エクスカリバー（リベラ・フェンリル）

2017年
- エンドライド -X fragments-（アルマ）

2018年
- きららファンタジア（星川麻冬）
- 放置少女〜百花繚乱の萌姫たち〜（王翦〈初代〉、秦王政）
- オンゲキ（三角葵）
- ゆらぎ荘の幽奈さん 湯けむり迷宮（信楽こゆず）
- 刀使ノ巫女 刻みし一閃の燈火（藤巻みなき）

2019年
- キングスレイド（ラブリル）
- クイズRPG 魔法使いと黒猫のウィズ（ヨビコ・シューゲイザー）
- ゆらぎ荘の幽奈さん ドロロン温泉大紀行!（信楽こゆず）
- オルタナティブガールズ2（二ドル）
- 星鳴エコーズ（分道多希）

2020年
- マルコと銀河竜（市長）
- ATRI -My Dear Moments-（名波凜々花）
- とある魔術の禁書目録 幻想収束（黒夜海鳥）
- 絵師神の絆（チョコラ)
- 聖剣伝説3 TRIALS of MANA（ウェンディ）
- 東方LostWord
- Re:ステージ!プリズムステップ（三角葵）
- 白猫プロジェクト（ビスケッタ・メロイエロー）
- サクラ革命 〜華咲く乙女たち〜（立川うちか）

2021年
- 蒼藍の誓い ブルーオース（キーロフ、デューク・オブ・ヨーク）
- パズルガールズ（榛名、ラトナ）
- グランサガ（ドラゴニア）
- アークナイツ（キララ）

2022年
- 機動戦士ガンダム エクストリームバーサス2（2022年 - 2025年、メリーナ・マーロンフィッツ） - 3作品
- ブラウンダスト（グロウリン）
- 超次元ゲイム ネプテューヌ Sisters vs Sisters（シーリィ）
- 東方ダンマクカグラ（九十九八橋）
- 魔法使いの夜（ディー）
- LACKGIRL I - “Astra inclinant, sed non obligant.”（つむぎ）

2023年
- モンスターストライク（ラミリス）
- アズールレーン（オットー・フォン・アルフェンスレーベン、U-31）
- Fate/Grand Order（2023年 - 2024年、ワンジナ）
- サンローラン騎士団（ウェンディ）

2024年
- メイド・オブ・ザ・デッド（水鏡花音）
- グランブルーファンタジー（ラミリス）

### 吹き替え
- オロボブトップ （ボブル）

### ラジオ
※はインターネット配信。
- 天津向presents 新人声優四つどもえラジオ（2017年、超!A&G+※）[55]
- ブレンドS・ラジオ「スティーレスタイル!」（2017年 - 2018年、音泉※）[56]
- 春野杏と依田菜津の「ふたラジ!!」（2020年、超!A&G+※）[57]
- 春野杏・依田菜津のハッピッピラジオ! → 春野杏・依田菜津の「期待しないでください...。」（2020年 - 2022年、超!A&G+※）[58]

### ドラマCD
- 1年A組のモンスター（2021年、小田真紀）

### オーディオドラマ
- ASMRゲーマー後輩との思い出～梨奈と過ごすお気楽な時間～（2022年、加賀美梨奈[59]）
- Extreme Hearts S×S×S（2022年、花見沢杏菜）

### そ の他コンテンツ
- ガールズラジオデイズ（年魚市すず [60]）
- 温泉むすめ（日中早百合）
- 機動戦士ガンダム N-EXTREME コミックス発売記念PV（2022年、メリーナ・マーロンフィッツ[61]）

## ディスコグラフィ

### キャラクターソング
| 発売日         | 商品名                                                        | 歌 | 楽曲                                             | 備考                                          |
| -------------- | ------------------------------------------------------------- | --- | ------------------------------------------------ | --------------------------------------------- |
| 2017年11月22日 | ぼなぺてぃーと♡S/デタラメなマイナスとプラスにおけるブレンド考 | ブレンド・A | 「ぼなぺてぃーと♡S」                             | テレビアニメ『ブレンド・S』オープニングテーマ |
| 2017年11月22日 | ぼなぺてぃーと♡S/デタラメなマイナスとプラスにおけるブレンド考 | ブレンド・A | 「デタラメなマイナスとプラスにおけるブレンド考」 | テレビアニメ『ブレンド・S』エンディングテーマ |
| 2018年2月28日  | ブレンド・S BD・DVD 第3巻特典CD                               | 星川麻冬（春野杏） | 「マフユ・フリル・イズム」 「ぼなぺてぃーと♡S」  | テレビアニメ『ブレンド・S』関連曲             |
| 2018年5月30日  | ブレンド・S BD・DVD第6巻特典CD                                | 桜ノ宮苺香（和氣あず未）、日向夏帆（鬼頭明里）、星川麻冬（春野杏）、天野美雨（種﨑敦美）、神崎ひでり（徳井青空）                                                                   | 「ぼなぺてぃーと♡S -Hall staff ver.-」           | テレビアニメ『ブレンド・S』関連曲             |
| 2018年5月30日  | ブレンド・S BD・DVD第6巻特典CD                                | 桜ノ宮苺香（和氣あず未）、日向夏帆（鬼頭明里）、星川麻冬（春野杏）、天野美雨（種﨑敦美）、神崎ひでり（徳井青空）、ディーノ（前野智昭）、秋月紅葉（鈴木達央）、オーナー（鈴木達央） | 「ぼなぺてぃーと♡S -All staff ver.-」            | テレビアニメ『ブレンド・S』オープニングテーマ |
| 2018年10月24日 | ONGEKI Vocal Collection 01                                    | ASTERISM | 「STARTLINER」                                   | ゲーム『オンゲキ』メインテーマ                |
| 2018年10月24日 | ONGEKI Vocal Collection 01                                    | 三角葵（春野杏） | 「Zest of Blue」 「STARTLINER」                  | ゲーム『オンゲキ』関連曲                      |
| 2019年2月27日  | ONGEKI Sound Collection 01 『Jump!! Jump!! Jump!!』           | 星咲あかり（赤尾ひかる）、藤沢柚子（久保田梨沙）、三角葵（春野杏）、高瀬梨緒（久保ユリカ）、逢坂茜（大空直美）                                                                     | 「Jump!! Jump!! Jump!!」                         | ゲーム『オンゲキ』関連曲                      |
| 2019年10月23日 | ONGEKI Sound Collection 02 最強 the サマータイム!!!!!         | ASTERISM | 「Starring Stars」                               | ゲーム『オンゲキ』関連曲                      |
| 2020年2月26日  | ONGEKI Vocal Collection 07                                    | AQUAシューターズ | 「感情アクセラレイション」                       | ゲーム『オンゲキ』関連曲                      |
| 2020年2月26日  | ONGEKI Vocal Collection 07                                    | 三角葵（春野杏） | 「感情アクセラレイション」                       | ゲーム『オンゲキ』関連曲                      |
| 2021年2月24日  | ONGEKI Vocal Party 03                                         | ASTERISM | 「絆はずっとGrowing Up!!!」                      | ゲーム『オンゲキ』関連曲                      |
| 2021年2月24日  | ONGEKI Vocal Party 03                                         | 三角葵（春野杏） | 「絆はずっとGrowing Up!!!」                      | ゲーム『オンゲキ』関連曲                      |
| 2021年2月24日  | ONGEKI Vocal Party 03                                         | 三角葵（春野杏）、桜井春菜（近藤玲奈）、珠洲島有栖（長縄まりあ） | 「YAMINABE☆PANIC〜ご馳走詰め込みフルコース〜」   | ゲーム『オンゲキ』関連曲                      |
| 2021年2月24日  | ONGEKI Vocal Party 03                                         | 三角葵（春野杏） | 「YAMINABE☆PANIC〜ご馳走詰め込みフルコース〜」   | ゲーム『オンゲキ』関連曲                      |
| 2021年4月28日  | ONGEKI Vocal Party 04                                         | 三角葵（春野杏） | 「All Right!」                                   | ゲーム『オンゲキ』関連曲                      |
| 2021年8月25日  | ONGEKI Vocal Party 05                                         | 三角葵（春野杏）、九條楓（佳村はるか）、日向千夏（岡咲美保） | 「無敵のフロンティア三銃士」                     | ゲーム『オンゲキ』関連曲                      |
| 2021年8月25日  | ONGEKI Vocal Party 05                                         | 三角葵（春野杏） | 「無敵のフロンティア三銃士」                     | ゲーム『オンゲキ』関連曲                      |
| 2022年7月27日  | ブレンド・S Blu-ray Disc BOX 特典CD                           | ブレンド・A | 「ブレンド・プラス」                             | テレビアニメ『ブレンド・S』関連曲             |
| 2022年10月5日  | Extreme Hearts キャラクターソングアルバム「BEST 4 U」         | LINK@Doll | 「Dreaming Soda」                                | テレビアニメ『Extreme Hearts』関連曲          |

### シリーズ一覧
1. ↑  第1期（2018年）、第2期『はたらく細胞!!』（2021年）
2. ↑  第1期（2019年）、第2期（2021年）、第3期（2024年）
3. ↑  第1期『1st season』（2019年）、第2期『2nd season』（2020年）、第3期『The Final』（2021年）
4. ↑  『業』、『卒』
5. ↑  第1期（2020年）、第2期『ぱーんち！』（2023年）
6. ↑  第1クール（2023年）、第2クール（2024年）
7. ↑  『クロスブースト』（2022年）[46]）、『オーバーブースト』（2023年）、『インフィニットブースト』（2025年）

### ユニットメンバー
1. 1 2  和氣あず未、鬼頭明里、春野杏
2. 1 2 3  星咲あかり（赤尾ひかる）、藤沢柚子（久保田梨沙）、三角葵（春野杏）
3. ↑  三角葵（春野杏）、早乙女彩華（中島唯）、柏木咲姫（石見舞菜香）
4. ↑  綾辻舞花（山崎はるか）、宮本椎奈（七海こころ）、内海 雫（結名美月）、相庭琴音（綱島瑞恵）、エマ・ベイリー（緒方佑奈）、花見沢杏奈（春野杏）